# A hegyi doktor – Újra rendel
A hegyi doktor – Újra rendel (eredeti cím: Der Bergdoktor) 2008-ban indult osztrák–német dráma sorozat, amely az 1992 és 1998 között futó A hegyi doktor újraalkotása.
A producerei Matthias Walther és Stefan Mütherich. A főszerepekben Hans Sigl, Heiko Ruprecht, Mónika Baumgartner, Ronja Forcher, Siegfried Rauch, Natalie O’Hara és Mark Keller láthatók. A sorozat gyártója és forgalmazója a neue deutsche Filmgesellschaft.
Ausztriában 2008. február 6-tól volt látható a ORF 2-n. Magyarországon 2010. augusztus 17-e és 2010. szeptember 14-e között mutatta be az első két évadot a FEM3. 2015 és 2016 között a Dunán volt látható a 3. évadtól a 9. évadig, a 10. évadtól pedig a TV2 mutatja be az új epizódokat.

## Szereplők

### Főszereplők
| Szereplő                 | Színész            | Évadok | Magyar hang                                                           | Leírás |
| ------------------------ | ------------------ | ------ | --------------------------------------------------------------------- | --- |
| Dr. Martin Gruber        | Hans Sigl          | 1–     | Epres Attila (1–6. évad feléig, 8–) Háda János (6. évad fele–7. évad) | Hegyi doktor, Lisbeth fia, Hans testvére, Lilli és Johann apja, Franziska volt barátja, Anne volt vőlegénye. |
| Hans Gruber              | Heiko Ruprecht     | 1–     | Dózsa Zoltán                                                          | A Gruberhof tulajdonosa, Lisbeth fia, Martin testvére, Sophia apja, Susanne volt élettársa, Linn barátja.    |
| Elisabeth Gruber         | Monika Baumgartner | 1–     | Zsurzs Kati                                                           | A Gruber család feje, Martin és Hans édesanyja, Lilli, Sophia és Johann nagymamája.                          |
| Lilli Gruber             | Ronja Forcher      | 1–     | Pekár Adrienn                                                         | Martin orvosi asszisztense, Martin lánya és, Lisbeth és Rolf unokája, Robert barátnője.                      |
| Dr. Roman Melchinger     | Siegfried Rauch    | 1–11   | Kertész Péter                                                         | Dr. Gruber praxisának előző tulajdonosa                                                                      |
| Susanne Dreiseitl        | Natalie O’Hara     | 1–     | Mezei Kitty                                                           | A "Wilder Kaiser" tulajdonosa, Sophia anyja, Hans volt élettársa, Paul barátnője.                            |
| Dr. Alexander Kahnweiler | Mark Keller        | 1–     | Mikula Sándor                                                         | A hall-i klinika főorvosa, Martin legjobb barátja, Vera férje, Jens-Torben örökbefogadó apja.                |

### Mellékszereplők
| Szereplő                    | Színész            | Évadok     | Magyar hang                                                | Leírás                                                                                   |
| --------------------------- | ------------------ | ---------- | ---------------------------------------------------------- | ---------------------------------------------------------------------------------------- |
| Dr. Vera Fendrich           | Rebecca Immanuel   | 6–         | Zakariás Éva                                               | A hall-i klinika vezetője és orvosa, Alexander felesége, Jens-Torben örökbefogadó anyja. |
| Sophia Gruber               | Ylvi Unertl        | 13–        | Hegedűs Johanna (13–17. évad) Schmidt Karolina (18. évad)  | Hans és Susanne lánya, Lisbeth unokája.                                                  |
| Dr. Johanna Rüdiger         | Annika Ernst       | 14–        | Pap Katalin (14–17. évad) Bertalan Ágnes (18. évad)        | A hall-i klinika helyettes főorvosa, Christina szeretője.                                |
| Paul Richter                | Dominic Raacke     | 15–        |                                                            | Linn apja, Susanne barátja.                                                              |
| Caro Pflüger                | Barbara Lanz       | 16–        | Huszárik Kata                                              | Rolf lánya, Sonja nővére.                                                                |
| Karin Bachmeier             | Hilde Dalik        | 16–        | Kisfalvi Krisztina                                         | Josie anyja, Martin barátnője.                                                           |
| Josephine „Josie” Bachmeier | Lieselotte Voss    | 16–        | Hermann Lilla                                              | Karin lánya.                                                                             |
| David Kästner               | Frédéric Brossier  | 17–        | Szatory Dávid                                              | Martin asszisztense, volt mentős, Lilli barátja.                                         |
| Rolf Pflüger                | Wolfram Berger     | 16–18      | Katona Zoltán                                              | Caro és Sonja apja, Lilli nagyapja.                                                      |
| prof. dr. Timur Tippner     | Ercan Karacayli    | 16–17      | Vida Péter                                                 | A hall-i klinika orvosa, Christina férje.                                                |
| Linn Kemper                 | Andrea Gerhard     | 12–17      | Laurinyecz Réka                                            | Martin orvosi asszisztense, Paul lánya, Hans barátnője.                                  |
| Jens-Torben Schmidt         | Luis Immanuel Rost | 10–14, 17. | Pál Dániel Máté                                            | Alexander és Vera örökbefogadott fia                                                     |
| Franziska Hochstetter       | Simone Hanselmann  | 11–16      | Haffner Anikó                                              | Gyógyszerész, Thea lánya, Johann anyja, Martin volt barátnője.                           |
| Robert Schwarz              | Timon Ballenberger | 14–16      | Kádár-Szabó Bence (14., 16. évad) Ferenci Péter (15. évad) | Tűzoltó, Lilli volt barátja.                                                             |
| Anne Meierling              | Ines Lutz          | 6–15       | Hámori Eszter                                              | Földműves, a Gruberhof bérlője, Arthur Distelmeier lánya, Martin volt menyasszonya.      |
| Thea Hochstetter            | Claudia Wenzel     | 13, 15     | Garami Mónika (13. évad) Kiss Erika (15. évad)             | Franziska anyja.                                                                         |
| Gregor Schachner            | Gabriel Merz       | 13         | Moser Károly                                               | Farmer, Anne üzlettársa.                                                                 |
| Ludwig Gruber               | Christian Kohlund  | 11–12      | Barbinek Péter                                             | Elisabeth Gruber sógora és egykori szeretője, Martin és Hans Gruber nagybátyja.          |
| Irena Bornholm              | Nicole Beutler     | 7–11       | Kiss Virág                                                 | Dr Gruber asszisztense.                                                                  |
| Rike Jäger                  | Regula Grauwiller  | 9–10       | Nádasi Veronika                                            | A biztosítótársaság ügyintézője, Dr. Gruber volt barátnője.                              |
| Lukas Jäger                 | Anton Andreew      | 9–10       | Előd Álmos                                                 | Rike Jäger fia.                                                                          |
| Carsten                     | Timmi Trinks       | 6–8        | Császár András                                             | Lilli Gruber volt barátja.                                                               |
| Arthur Distelmeier          | Martin Feifel      | 3–4, 6–8   | Gubányi György István                                      | Anne Meierling apja.                                                                     |
| Mario                       | Dominik Nowak      | 4–7        | Boldog Gábor                                               | Lilli Gruber volt barátja.                                                               |
| Dr. Lena Imhoff             | Pia Baresch        | 4–5        | Solecki Janka                                              | Nőgyógyász a hall-i klinikán.                                                            |
| Tom Imhoff                  | Johannes Brandrup  | 4–5        | Czvetkó Sándor                                             | Lena Imhoff férje.                                                                       |
| Nicole Schneider            | Sophia Thomalla    | 3–6        | Bogdányi Titanilla                                         | Dr Gruber asszisztense.                                                                  |
| Sarah Hoffmann              | Anna Hippert       | 2–4        | Laudon Andrea (2. évad) Koller Virág (3–4. évad)           | Klara Hoffmann lánya.                                                                    |
| Monika Schneider            | Hansi Jochmann     | 2–3        | Tóth Judit (2. évad)                                       | Dr Gruber asszisztense.                                                                  |
| Jörg Dreiseitl              | Konstantin Graudus | 1–3        | Király Attila                                              | Susanne Dreiseitl férje.                                                                 |
| Dr. Gerd Ohlmüller          | Steffen Wink       | 2          | Rosta Sándor                                               | Bankigazgató.                                                                            |

### Magyar változat
- Felolvasó: Bordi András
- Magyar szöveg: Niklosz Krisztina (1–9. évad), Bán Szilvia (10–18. évad)
- Szerkesztő: Németh Beatrix
- Hangmérnök: Tóth Imre (1–2. évad), Takács György (3–9. évad), Horváth Zoltán (10–11. évad), Salgai Róbert (12. évad), Sinka Dávid (13–14. évad), Faragó Imre (13–14., 16–18. évad), Sándor Éva (15. évad)
- Vágó: Győrösi Gabriella (1–2. évad), Takács György (3–9. évad), Baja Gábor (10–12. évad), Faragó Imre (13–14., 16–18. évad), Sándor Éva (15. évad)
- Gyártásvezető: Derzsi Kovács Éva (1–2. évad), Lajtai Erzsébet (3–14., 16–17. évad), Miklós Kíra (15., 18. évad)
- Szinkronrendező: Árvay Zsuzsa (1–2. évad), Zákányi Balázs (3–9. évad), Kozma Attila (10–11., 15., 18. évad), Hornyák Mihály (12. évad), Gazdik Katalin (13–14., 16–17. évad)

Produkciós vezető: Bor Gyöngyi (3–9. évad), Gyarmati Zsolt (12–18. évad)
A szinkront a Masterfilm Digital Kft. készítette el

## Epizódok
| Évad | Évad        | Epizódok    | Eredeti sugárzás   | Eredeti sugárzás   | Eredeti adó          | Magyar sugárzás      | Magyar sugárzás     | Magyar adó |
| Évad | Évad        | Epizódok    | Évadpremier        | Évadfinálé         | Eredeti adó          | Évadpremier          | Évadfinálé          | Magyar adó |
| ---- | ----------- | ----------- | ------------------ | ------------------ | -------------------- | -------------------- | ------------------- | ---------- |
|      | 1           | 8           | 2008. február 6.   | 2008. március 5.   |                      | 2010. augusztus 17.  | 2010. augusztus 26. |            |
|      | 2           | 13          | 2009. január 15.   | 2009. április 8.   | 2010. augusztus 27.  | 2010. szeptember 14. |                     |            |
|      | Különkiadás | Különkiadás | 2010. január 6.    | 2010. január 6.    | leadatlan            | leadatlan            | leadatlan           |            |
|      | 3           | 17          | 2010. január 7.    | 2010. május 13.    | 2015. július 17.     | 2015. augusztus 7.   |                     |            |
|      | 4           | 15          | 2011. január 13.   | 2011. április 6.   | 2015. augusztus 11.  | 2015. szeptember 2.  |                     |            |
|      | Különkiadás | Különkiadás | 2011. december 21. | 2011. december 21. | leadatlan            | leadatlan            | leadatlan           |            |
|      | 5           | 6           | 2012. január 5.    | 2012. március 22.  | 2015. szeptember 3.  | 2015. szeptember 18. |                     |            |
|      | Különkiadás | Különkiadás | 2012. december 22. | 2012. december 22. | 2022. április 7.     | 2022. április 7.     |                     |            |
|      | 6           | 6           | 2013. január 10.   | 2013. április 4.   | 2015. szeptember 21. | 2015. október 6.     |                     |            |
|      | 7           | 7           | 2014. január 2.    | 2014. március 27.  | 2015. október 7.     | 2015. október 26.    |                     |            |
|      | Különkiadás | Különkiadás | 2014. december 17. | 2014. december 17. | 2022. április 27.    | 2022. április 27.    |                     |            |
|      | 8           | 8           | 2015. január 7.    | 2015. február 25.  | 2016. október 11.    | 2016. november 1.    |                     |            |
|      | 9           | 8           | 2015. december 23. | 2016. február 10.  | 2016. november 2.    | 2016. november 23.   |                     |            |
|      | 10          | 8           | 2017. január 2.    | 2017. február 15.  | 2019. augusztus 5.   | 2020. július 7.      |                     |            |
|      | 11          | 8           | 2018. január 3.    | 2018. február 28.  | 2020. július 8.      | 2020. július 29.     |                     |            |
|      | 12          | 8           | 2019. január 2.    | 2019. február 20.  | 2020. július 30.     | 2020. augusztus 19.  |                     |            |
|      | 13          | 8           | 2019. december 18. | 2020. február 19.  | 2021. június 7.      | 2021. június 17.     |                     |            |
|      | Különkiadás | Különkiadás | 2021. január 7.    | 2021. január 7.    | 2022. február 10.    | 2022. február 10.    |                     |            |
|      | 14          | 8           | 2021. január 13.   | 2021. március 3.   | 2021. június 21.     | 2021. július 1.      |                     |            |
|      | 15          | 8           | 2022. január 12.   | 2022. március 2.   | 2022. június 13.     | 2022. július 1.      |                     |            |
|      | 16          | 8           | 2022. december 28. | 2023. február 15.  | 2023. július 10.     | 2023. július 28.     |                     |            |
|      | 17          | 8           | 2024. január 3.    | 2024. február 21.  | 2024. augusztus 12.  | 2024. augusztus 30.  |                     |            |
|      | 18          | 8           | 2025. január 2.    | 2025. február 26.  | 2025. május 26.      | 2025. június 13.     |                     |            |

## Gyártás
A sorozatot az ndF gyártja, a ZDF-nek és az ORF 2-nak.
A sorozatot Tirol tartományban lévő Ellmau, Going, Scheffau, Söll és Schwaz városában forgatják.